# Mariano Zufía
Mariano Zufía Urrizalqui (Pamplona, Navarra, España, 13 de julio de 1920 - Pamplona, Navarra, 10 de diciembre de 2005) fue un político navarro que militó en el carlismo.
Casado en 1947 con Rosy Sanz Gurbindo tuvieron siete hijos: Mariano, José Javier, Carlos, Mertxe, Rosa, Kike y Peio.

## Biografía
A los 15 años se integró en el Requeté y al año siguiente, al inicio de la guerra civil española, partió como voluntario en labores auxiliares. Alcanzó el grado de alférez provisional y se licenció del Ejército en 1944.
A la vuelta a Navarra participó activamente en la reorganización de la Comunión Tradicionalista. Su oposición al régimen franquista y un enfrentamiento con la Falange tuvieron como consecuencia ese año un destierro de seis meses en Zaragoza y en 1945 fue encarcelado durante dos semanas. 
Posteriormente realizó estudios de Profesor Mercantil y trabajó en el Banco de Bilbao, donde se jubiló anticipadamente en 1976.
En 1966 se presentó a las elecciones municipales y ocupó el cargo de teniente de alcalde en el Ayuntamiento de Pamplona. En 1968 fue destituido temporalmente como concejal por no condenar un atentado de ETA contra la Vuelta Ciclista a España en Urbasa, aunque declaró que su actitud no era por estar de acuerdo con ETA sino por no dar ningún apoyo al franquismo. Entre 1970 y 1979 fue miembro del Consejo Foral. 
En 1971 fue uno de los dos candidatos promovidos por la Junta Regional del Partido Carlista en las elecciones de procuradores a Cortes por el tercio familiar, obteniendo unos 27.846 votos. Su compañero de candidatura era José Ángel Pérez-Nievas.
En 1971 fue elegido secretario general del Partido Carlista de Euskadi-Euskadiko Karlista Alderdia (luego Partido Carlista de Euskalherria).
Fue sancionado en 1973 al negarse a acudir a los funerales por Luis Carrero Blanco.
Fue uno de los oradores del acto de Montejurra de 1978. En las primeras elecciones al Parlamento de Navarra, en 1979, consigue un escaño como candidato del Partido Carlista, que ocupó hasta 1983. En el V Congreso Federal del Partido Carlista, también en 1979, fue nombrado Secretario General. En 1981 fue elegido presidente de la Cámara de Comptos, cargo que desempeñó hasta 1991. A partir de esa época abandonó la actividad política.
Murió en Pamplona el 10 de diciembre de 2005.